# Marinaikanahalli, Chintamani
Marinaikanahalli là một làng thuộc tehsil Chintamani, huyện Chikkaballapur, bang Karnataka, Ấn Độ.